# Saint-Baudille-et-Pipet
 Saint-Baudille-et-Pipet  es una población y comuna francesa, en la región de Ródano-Alpes, departamento de Isère, en el distrito de Grenoble y cantón de Mens.

## Demografía
| 286 | 251 | 209 | 209 | 215 | 232 |
| Para los censos de 1962 a 1999 la población legal corresponde a la población sin duplicidades (Fuente: INSEE [Consultar]) |     |     |     |     |     |